# Ніч довгих ножів (повість Лайбера)
«Ніч довгих ножів» (англ. The Night of the Long Knives) — науково-фантастична повість Фріца Лайбера, вперше опубліковане журналом «Amazing Science Fiction Stories» 1960 року.
В збірку «Ніч вовка» включене під назвою «Вовча пара».

## Сюжет
Після ядерної війни уціліли тільки деякі міста, які ворогували одне з одним, як наприклад, місто вчених Лос-Аламос та військове місто Саванна.
Більшість території США стали «мертвими землями» (англ. Deathland) — постапокаліптичними ядерними пустелями, де у покалічених радіацією сталкерів, законом стало «вбий або помри». Зустріч сталкерів зазвичай закінчувалась вбивством, пограбуванням а то і канібалізмом. Сталкери Рей та Еліс заключили короткочасне перемир'я заради сексу. Коли вони побачили, що неподалік приземлився літак, то підкрались і вбили пілота. До поділу трофеїв приєднався іще один немолодий сталкер Папа, озброєний десятками ножів.
Пробравшись в літак, вони задумали на ньому покинути «мертві землі», однак спромоглися тільки запустити автопілот назад до Лос-Аламоса.
Під час польоту, з ними зв'язався диспетчер і незважаючи на вбивство пілота, запропонував угоду. Вони повинні будуть скинути в обложеному військами Саванни місті рюкзак з тисячею дрібних кубиків. Натомість їм збережуть життя. Вони виконали завдання і їх доправили назад до місця з якого вони прилетіли.
За ніч польоту Папа встиг розказати їм свою місію: він переконує сталкерів відмовлятись від вбивств заради побудови майбутнього суспільства.
Висадившись, сталкери знаходять хвору жінку, до якої поспішав пілот. Вони виліковують її вакциною з одного з залишених собі кубиків.